# Pablo León Murciego
Pablo León Murciego (Astorga, 28 de abril de 1897 - 8 de septiembre de 1965) fue un sacerdote, profesor y publicista español.

## Biografía
Era hijo de Manuel León y de María Murciego. Estudió en el Colegio de los Hermanos de las Escuelas Cristianas de su ciudad natal, en cuyo seminario conciliar cursó la carrera eclesiástica, ordenándose presbítero en 1924. Más tarde obtuvo los títulos de bachiller y maestro, así como las licenciaturas en Filosofía y Letras y en Sagrada Teología.
Por nombramiento del obispo de su diócesis, pasó, en 1924, a enseñar en el colegio del Santuario de Nuestra Señora de las Ermitas (Orense), hasta 1925, en que fue nombrado coadjutor de la parroquia de Santa María de Astorga, cargo que ejerció durante diez años, a la vez que dirigía el colegio Santocildes, del cual fue fundador.
Militante carlista, fundó el Centro Tradicionalista de Astorga, en el cual pronunció discursos y conferencias, además de en la Radio León y en los cursillos de formación del Magisterio leonés en agosto de 1937. En julio de 1933 escribió sobre la obligación de resistir a la tiranía, arguyendo que si el poder público no era conforme a las leyes naturales y divinas —en alusión al gobierno republicano de izquierdas—, la resistencia era un deber, y no podía considerarse sedición ni rebelión.
Entre 1935 y 1936 dirigió la escuela González Aurioles de Santa Fe (Granada) y en 1939 era profesor de Filosofía en el Instituto Nacional de Enseñanza media Gabriel y Galán de Plasencia (Cáceres). Posteriormente fue canónigo penitenciario de la Catedral de Ibiza.
Colaboró en distintos periódicos como El Pensamiento Astorgano, El Siglo Futuro, la revista madrileña Acción Española y La Hoja Dominical de Barcelona. En El Eco de España de Rosario de Santa Fe (Argentina) publicó, entre 1931 y 1934, artículos en los extraordinarios conmemorativos de la fiesta de la Raza titulados «El Alma de la Raza Hispano-Americana»; «La Masonería en la decadencia Española»; «España, nación civilizadora por antonomasia» y «La Leyenda negra es antiespañola».
Pronunció numerosas conferencias en España, Portugal y Argentina. En este último país dio lecciones de psicoterapia aplicada en la Facultad de Odontología y en el Instituto de Radiología y Fisioterapia de Buenos Aires, por las que le fueron otorgados cinco diplomas en 1954. También dio charlas en centros docentes y emisoras de radio, entre ellas, en Buenos Aires, Córdoba (Argentina) y Barcelona.
En una entrevista publicada en 1960 en el semanario El Español, Hernando de Ceballos dijo que León Murciego formaba parte de «la sana escuela tradicionalista española de los Balmes, Donoso, Aparisis, Manjones, Menéndez y Pelayo, Vázquez de Mella y Ramiro de Maeztu» y combatía «los falsos asertos del naturalismo, racionalismo, liberalismo y marxismo, no dejando de rebatir, cuando la ocasión se presenta, los sofismas que sirven de sostén a la democracia liberal».
Se licenció en Derecho Canónico en la Pontificia Universidad de Salamanca, tras lo cual en 1960 fue investido doctor in utroque jure por la Pontificia Universidad Lateranense de Roma, después de defender su tesis sobre «La previa censura y prohibición de libros eclesiástica», la cual le valió el elogio del cardenal Ottaviani.
En la citada entrevista, publicada en varios periódicos españoles, León Murciego elogió al general Franco en estos términos:

«Nuestro Caudillo ganará —estoy seguro de ello—, como ganó la batalla de las armas y la batalla de la paz, también esta de las ideas —la más terrible y universal—, como campeón que es entre los principales cristianos.»

Gabriel Pradal lo calificó jocosamente como el doctor más grande del «régimen del Caudillo».
Falleció en su ciudad natal de Astorga el 8 de septiembre de 1965.

## Obras
- Nuestro viaje a Roma (Astorga, 1929)
- La lectura (Madrid, 1930)[8][9]
- Temas patrióticos (1935)
- Grandezas de España (Madrid, 1943)
- La filosofia de santo tomas y los fenómenos misteriosos del psiquismo (1944)
- Psicología sugestivo-hipnótica terapéutico-moral (Madrid, 1945)
- Escritos literarios (Calahorra, 1946)
- La previa censura y prohibición de libros eclesiásticos y las penas contra los infractores de las leyes de la Iglesia en tal materia (1959)
- Los cementerios en España (1960)
- Los refranes filosóficos castellanos (Zaragoza, 1962)
- Poesías humanísticas y filosófico-teológicas [a lo clásico] (Zaragoza, 1962)
- Verdad y libertad en harmonía con relación a la prensa (Zaragoza, 1965)